# یواس‌اس سلیمان (سی‌وی‌یی-۶۷)
یواس‌اس سلیمان (سی‌وی‌یی-۶۷) (به انگلیسی: USS Solomons (CVE-67)) یک کشتی بود که طول آن ۵۱۲ فوت ۳ اینچ (۱۵۶٫۱۳ متر) بود. این کشتی در سال ۱۹۴۳ ساخته شد.